# Achaetica camphorosmatis
Achaetica camphorosmatis är en insektsart som beskrevs av Alexander Fyodorovich Emeljanov 1962. Achaetica camphorosmatis ingår i släktet Achaetica och familjen dvärgstritar. Inga underarter finns listade i Catalogue of Life.